# 徐紹史
徐 紹史（じょ しょうし、シュー・シャオシー、1951年10月 - ）は中華人民共和国の官僚。中華人民共和国国家発展改革委員会主任。地質学会会長。過去に、中華人民共和国国土資源部部長、党組書記、国家土地総督察を兼任。経済学修士。

## 略歴
- 1969年4月、就職。
- 1969年4月－1971年12月、知識青年として下放。吉林省汪清県食品廠，羅子溝公社，汪清県工業局に勤務。
- 1974年12月、中国共産党入党。
- 1977年3月－1980年3月、長春地質学院（現吉林大学）水工系に就学。専攻は水文地質学及び工程地質学。
- 1980年3月、地砿部政策法規研究室幹部、地砿部秘書、地砿部弁公庁副主任、地砿部弁公庁主任を歴任。
- 1991年12月－1993年10月、広東省地砿局副局長を務める。
- 1992年11月、深圳市地質局局長を兼任。
- 1993年10月－、国務院弁公庁秘書一局副局長、局長。
- 2000年12月、国務院副秘書長、国務院機関党組成員。（国務院副秘書長職は2007年6月に退任。）
- 2007年4月 、中華人民共和国国土資源部部長、国土資源部党組書記、国家土地総督察を兼任。
- 2013年3月、中華人民共和国国家発展改革委員会主任[1]。
- 中国共産党第十七期中央委員
- 中国共産党第十八期中央委員[2]